# Agyrta pulchriformis
Agyrta pulchriformis är en fjärilsart som beskrevs av Rothschild 1912. Agyrta pulchriformis ingår i släktet Agyrta och familjen björnspinnare. Inga underarter finns listade i Catalogue of Life.